# Atanazy Krupecki
Aleksander Oleksowicz Krupecki imię zakonne Atanazy (ur. ok. 1570, zm. w pierwszych dniach maja 1652 roku w Walawie) – duchowny greckokatolicki, unicki biskup przemyski.

## Życiorys
Pochodził z rzymskokatolickiej szlachty, posiadającej majątki w powiatach łuckim i włodzimierskim województwa wołyńskiego, a także w województwie mścisławskim. Podpisek ruski kancelarii koronnej Zygmunta III Wazy, w 1607 roku wykonywał obowiązki pisarza ruskiego, w 1609 roku był pisarzem ruskim kancelarii koronnej.
Po śmierci Michała Kopysteńskiego, biskupa przemyskiego, który nie przyjął unii, unicki metropolita kijowski, Hipacy Pociej, wyświęcił Krupeckiego, (który wcześniej wstąpił do zakonu) na pierwszego w historii greckokatolickiego biskupa przemyskiego (20 czerwca 1610).
W 1613 Atanazy Krupecki na zaproszenie Jerzego III Drugetha udał się na Zakarpacie, gdzie dla idei unii z Rzymem pozyskał 50 duchownych prawosławnych. Uroczyste ogłoszenie połączenie zakarpackich Rusinów z Kościołem katolickim miało nastąpić w święto Zesłania Ducha Świętego w 1614 w monasterze w Krásnym Brodzie, jednak przeciwnicy zjednoczenia wywołali wśród zgromadzonego tłumu zamieszki, w trakcie których biskup Krupecki omal nie stracił życia. Ocaliła go jedynie interwencja żołnierzy Jerzego Drugetha. Ostatecznie unię zawarto dopiero 32 lata później.
Krupecki zmarł w Walawie i został pochowany na cmentarzu przy miejscowej cerkwi.